# Nigma walckenaeri
Nigma walckenaeri är en spindelart som först beskrevs av Roewer 1951.  Nigma walckenaeri ingår i släktet Nigma och familjen kardarspindlar. Inga underarter finns listade i Catalogue of Life.